# Cantón de Mormoiron
El cantón de Mormoiron era una división administrativa francesa, que estaba situada en el departamento de Vaucluse y la región de Provenza-Alpes-Costa Azul.

## Composición
El cantón estaba formado por diez comunas:
- Bédoin
- Blauvac
- Crillon-le-Brave
- Flassan
- Malemort-du-Comtat
- Méthamis
- Modène
- Mormoiron
- Saint-Pierre-de-Vassols
- Villes-sur-Auzon

## Supresión del cantón de Mormoiron
En aplicación del Decreto nº 2014-249 de 25 de febrero de 2014, el cantón de Mormoiron fue suprimido el 22 de marzo de 2015 y sus 10 comunas pasaron a formar parte del nuevo cantón de Pernes-les-Fontaines.